# ميري كيريتاني
ميري كيريتاني (باليابانية: 桐谷 美玲) (بالروماجي: Kiritani Mirei) ممثلة وعارضة ومذيعة أخبار يابانية. ولدت في 16 ديسمبر 1989 في محافظة تشيبا، اليابان.

## أعمالها

### مسلسلات
- فتاة وثلاثة أحباء بدور ساكوراي ميساكي.

## روابط أضافية
- ميري كيريتاني على موقع IMDb (الإنجليزية)
- ميري كيريتاني على موقع روتن توميتوز (الإنجليزية)
- ميري كيريتاني على موقع ألو سيني (الفرنسية)
- ميري كيريتاني على موقع قاعدة بيانات الفيلم (الإنجليزية)
- ميري كيريتاني على موقع ANN person (الإنجليزية)